# Mikaël Tariverdiev
Mikaël Tariverdiev (en arménien : Միքայել Թարիվերդիև) est un compositeur soviétique et russe d’origine arménienne, né le 15 août 1931 à Tbilissi, en RSS de Géorgie (Union soviétique), et mort le 25 juillet 1996 à Sotchi, en Russie.

## Biographie
En 1953, il entre à l’Académie Gnessine à Moscou où son professeur de composition est Aram Khatchatourian. Tariverdiev débute comme compositeur en 1958, quand ses romances sont interprétées par Zara Doloukhanova dans la Grande salle du Conservatoire de Moscou.
Il se rend célèbre par ses musiques de films et en écrit d'ailleurs plus de cent. Il débute ce genre de composition dans le film La Jeunesse de nos pères tourné en 1957, mais ses œuvres les plus connues sont les musiques de la série télévisée Les Dix-sept Instants du printemps («Семнадцать мгновений весны» en russe) et du film L'Ironie du sort («Ирония судьбы, или С лёгким паром!»). Pour ce dernier film il reçoit le Prix d’État de l’URSS , et en 1986 il est nommé «Artiste du peuple de la RSFSR».
Il compose aussi parallèlement quatre opéras, deux ballets, des concertos pour violon et alto, plusieurs morceaux pour piano et orgue ainsi que des romances.
Dès 1999 un groupe d'admirateurs organise un concours international d'orgue qui porte son nom, et qui se déroule à Kaliningrad : le Concours international d'orgue Mikaël Tariverdiev.
Le prix pour la meilleure musique du festival du film de Sotchi porte lui aussi son nom (Prix Tariverdiev pour la meilleure musique (en russe : Премия имени Микаэла Таривердиева за музыку))
Il est enterré au cimetière arménien de Moscou.

## Discographie
Œuvres de Tariverdiev qui ont été enregistrées :
- Night Pastimes (musique de film) ;
- Quo vadis? (Symphonie pour orgue Chernobyl, 1er Concerto pour orgue Cassandra, 2 Préludes) ;
- Moods (6 préludes du cycle 10 chorale preludes imitating to the old masters, 3e concerto pour orgue, 10 préludes du cycle Moods (transcription à l'orgue par Alexey Parchine) ;
- Remembering Venice (musique de film) ;
- I Am The Tree (monologues sur Grigori Pojenian, Andrey Voznesensky, Mikhaïl Svetlov, Ashkenazy ;
- Instrumentalnye kinokhity ;
- Interprétation de chansons juives ;
- Prescience of love ;
- Graf Cagliostro (opéra comique) ;
- Mikael Tariverdiev's Avant-Guarde - poésie médiévale japonaise ;
- Aquarelles (Bella Akhmadoulina, Leonid Martynov, Semen Kirsanov, Mikhaïl Malichevski) ;
- Nostalgy - duo japonais Hide-Hide interprétant des œuvres de Mikael Tariverdiev avec des instruments japonais traditionnels - shamisen et shakuhachi avec orchestre ;
- VOX HUMANA - Cycles vocaux sur des vers de Leonid Martynov, Bella Akhmadoulina, de poètes médiévaux japonais Watercolors, Evgueni Vinokourov, Marina Tsvetaeva, Waiting sur un poème de Robert Rojdestvenski. Interprètes : Zara Dolukhanova (soprano), Nina Lebedeva (soprano), Maria Lemecheva (soprano), Nina Svetlanova (piano), Mikael Tariverdiev (piano), orchestre du théâtre de musique de chambre Boris Pokrovsky (chef d'orchestre – Vladimir Agronsky).

## Musique de film
- 1964 : Adieu, les gosses ! de Mikhaïl Kalik
- 1964 : Dobro Pozhalovat, Ili Postoronnim Vkhod Vospreshchen d'Elem Klimov
- 1968 : Aimer (Любить...) de Mikhaïl Kalik et Inna Toumanian
- 1971 : Quinzième printemps (ru) d'Inna Toumanian
- 1973 : Dix-sept Moments de printemps de Tatiana Lioznova (série télévisée)
- 1975 : L'Ironie du sort d'Eldar Riazanov
- 2000 : L'eau qui dort (ru) d'Eldar Riazanov

## Le concours international d'orgue Mikaël Tariverdiev
Depuis 1999, ce concours se tient tous les deux ans à Kaliningrad.

## Livres
- Mikaël Tariverdiev, Я просто живу (Je suis juste vivant), autobiographie, Moscou, Zebra, 2007  (ISBN 978-5-699-51595-0)